# Говард, Джон (умер в 1437)
Джон Говард III (англ. John Howard; около 1366 — 17 ноября 1437) — английский землевладелец, придворный, администратор и политик, сын сэра Роберта Говарда из Уиггенхолла и Маргарет Скейлз. Шериф Эссекса и Хартфордшира в 1400—1401, 1414—1415 и 1418—1419 годах, шериф Кембриджшира и Хантингдоншира в 1401—1403 годах, член палаты общин Англии от Эссекса в 1397 году, член палаты общин Англии от Кембриджшира в 1407 году, член палаты общин Англии от Саффолка в 1422 году. Джон был богатым земельным магнатом, владения которого располагались в трёх графствах, благодаря чему он мог избираться в палату общин английского парламента от любого из них. При этом основные интересы у него были не в родовых имениях, а в имениях, полученных благодаря бракам. Джон удачно женил своих детей и внучку; брак второго сына на представительнице рода Моубреев привёл к тому, что его внук, Джон Говард, унаследовал часть владений Моубреев и Арунделов, а также получил должность графа-маршала и титул герцога Норфолка. Однако родовые владения Говардов, завещанные вышедшей замуж за графа Оксфорда внучке, стали предметом ожесточённой вражды между графом Оксфордом и лордом Говардом за наследство Джона Говарда после его смерти, что во многом повлияло на их позицию в войне Алой и Белой розы.

## Происхождение
Джон происходил из английского рода Говардов. Его первым достоверно известным предком был сэр Уильям Говардиз Бишопс-Лина, который во время правления Эдуарда I был судьёй суда общих тяжб. Его сын, Джон Говард I из Уиггенхолла (ум. 1331), шериф Норфолка и Саффолка, женился на Джоанне, дочери Ричарда Корнуольского, незаконнорождённого сына римского короля Ричарда Корнуольского. Его сын, Джон Говард II, был в 1335—1337 года адмиралом Севера, а внук, Роберт Говард из Стоук Нейланда, выгодно женился на Маргарет Скейлз, дочери Роберта Скейлза, 3-го барона Скейлза. Их сыном был Джон.

## Молодые годы
Джон родился около 1366 года. Его отец умер в 1389 году, а мать — в 1416 году, однако большую часть наследства Джон получил именно после смерти отца. К середине XIV века Говарды занимали достаточно важное региональное положение в Восточной Англии. Их владения, накопленные благодаря удачным бракам и покупкам, включали 5 поместий около Бишоп-Линна. Кроме того, бабушка Джона была наследницей владений Бойсов в Ферсфилде и Гарболдишеме в южном Норфолке и Брукхолле около Данвича в Саффолке. Около 1380 года отец Джона купил за 300 марок право женить сына на Маргарет Плейз, единственной наследнице сэра Джона Плейза, 5-го барона Плейза. Вскоре после смерти отца умер и тесть Джона, что значительно увеличило его владения. По праву жены Говарду достались поместья Плейзов в Тофте, Уитинге и Наптоне в Норфлоке, а также маноры за пределами Восточной Англии: Бенефилд Бери в Стансед-Маунтфишет, Окли, и Моз (в Эссексе), Челсворт (в Сассексе) и Фаулмер (в Кембриджшире). Ежегодный доход от этих поместий составлял 117 фунтов, контроль над ними Джон сохранил и после того, как Маргарет умерла в 1391 году. Второй брак также принёс ему дополнительные поместья, располагавшиеся на границе Эссекса и Саффолка; самым заметным из них было Сток-Нейленд. Благодаря приобретённым владениям Джон мог избираться в палату общин английского парламента от трёх графств; кроме того, в 1404 году он был одним из немногих английских землевладельцев, чистый ежегодный доход которых превышал 500 фунтов.
Карьера Джона началась в 1387 году; к этому моменту он уже был посвящён в рыцари и оказался на службе в флоте, которым командовал Ричард Фицалан, 11-й граф Арундел. В 1392 году он был тесно связан со своим двоюродным братом Саймоном Фелбриггом, женатым на родственнице королевы Анны (жены короля Ричарда II); возможно, что благодаря этим связям Джон оказался при королевском дворе. 10 марта 1394 года король назначил Говарду пожизненную ренту 40 фунтов в год. В сентябре того же года Джон участвовал в королевской экспедиции в Ирландию, из которой вернулся весной следующего года. В декабре 1396 года планировалось его сделать шерифом Эссекса, но назначение было отменено; впрочем, это решение не имело особого значения, поскольку уже осенью 1397 году Говард был избран в палату общин английского парламента от Эссекса. Вероятно, это избрание было связано с тем, что Джон был прямым вассалом короля, которому требовались в палате общин сторонники для принятия жёстких мер против лордов-апеллянтов. Во время перерыва заседаний парламента Говарду было дано право захватить и контролировать поместья, конфискованные у герцога Глостера и графов Арундела и Уорика. В декабре он договаривался в Эссексе и Хартфордшире об уплате жителями графств штрафа в 2 тысячи фунтов. Когда Джон вновь вернулся в парламент, собравшийся в Шрусбери в январе 1398 года, он вместе с другим членом парламента от Эссекса, Ричардом Теем, дал королю отчёт о деятельности данной комиссии. Весной 1399 года Говард сопровождал Ричарда II в новом походе в Ирландию.

## Карьера при правлении Генриха IV
После свержения Ричарда II в конце 1399 года новый король, Генрих IV, не подтвердил королевскую ренту Говарду. Впрочем, Джон достаточно быстро приспособился к новому правлению, а его влияние в качестве земельного магната осталось неизменным. В качестве мирового судьи он участвовал в королевских комиссиях, а также стал управляющим областью права Сент-Эдмундса. Главные интересы Джона были сосредоточены не в наследственных поместьях, а во владениях, доставшихся ему посредством браков. В 1400—1401 годах он был шерифом Эссекса и Хартфордшира. В этом качестве он в августе 1401 года вызывался на большой совет. В 1401—1403 году Говард исполнял обязанности шерифа Кембриджшира и Хантингдоншира. В 1407 году в качестве рыцаря от графства Кембриджшир он вновь попал в палату общин. Но он некоторое внимание уделял и Норфолку, в котором располагались его наследственные владения. В первые годы своей карьеры Джон покровительствовал Рейвенингемскому колледжу, с которым были связаны его отец и тесть, барон Плейз. Благодаря ему колледж был перенесён сначала в Нортон Субкурс (Норфолк), а затем в Меттингеймский замок (Саффолк).
О положении Говарда в обществе Восточной Англии свидетельствует его ближайшее окружение. Шурином Джона был Константин, барон Клифтон, который владел замком Бакенхем и рядом значительных поместий. Попечителем собственных поместий Говарда был родственник его первой жены Роберт Скейлз, 5-й барон Скейлз. Также Джон был попечителем имущества умершей в 1409 году Джоан, леди Фицуолтер, а в 1413 году его назначили исполнителем завещания вдовствующей графини Оксфорд. Кроме того, к 1402 году он входил в круг приближённых Джоан, вдовствующей графини Херефорд, став её советником. Вероятно, что жена Джона Младшего, рано умершего наследника Говарда, служила в домашнем хозяйстве графини, поскольку, составляя в 1409 году завещание, тот назначил Джоан одним из исполнителей его завещания (другим был его отец). Говард был связан и с другими приближёнными графини Джоан: он был доверенным лицом Роберта Тея, а сэр Уильям Марни попросил Джона стать крёстным своего сына. В сотрудничестве с Марни Говард стал попечителем поместий эссекского адвоката Ричарда Бейнарда. Ещё одним человеком, хорошо знакомым с Джоном, был сэр Томас Эрпингем, бывший камергер короля Генриха IV и управляющий королевским двором Генриха V, женившийся на Джоан Уолтон, вдове Джона Говарда Младшего.
В качестве шерифа Эссекса и Хартфордшира Джон в 1414—1415 годах принимал участие в подготовке военного похода короля Генриха V во Францию. В январе 1416 года в качестве компенсации за понесённые им расходы ему были возвращены 180 фунтов. Летом 1420 года у Говарда возник серьёзный конфликт с сэром Томасом Кердерстоном, дальним родственником его жены. Перспектива возможного вооружённого противостояния между ними побудила сэра Томаса Эрпингема написать в королевский совет, чтобы тот предупредил спорщиков.

## Последние годы, смерть и наследство
В 1422 году Джон был в третий раз избран членом палаты общин, но после этого стал гораздо менее активно участвовать в управлении, чем раньше, хотя и продолжал оставаться мировым судьёй в Саффолке и выполнять функции уполномоченного по сбору королевских налогов. В феврале 1436 года у него попросили ссуду в 100 марок для организации экспедиции герцога Йоркского во Францию. Через год Джон отправился в паломничество в Святую Землю, где умер 17 ноября 1437 года в Иерусалиме. Его тело, судя по всему, было доставлено в Англию и захоронено рядом со второй женой в Сток-Найланде.
В связи с занимаемым положением, у Говарда не возникло никаких проблем с заключением браков своих детей и внуков с важными представителями знати. Старший сын, Джон Младший, был женат на Джоан Уолтон, наследнице Уолтона. Следующий сын, Роберт Говард, родившийся от второго брака, получил руку Маргарет Моубрей, дочери Томаса Моубрея, 1-го герцога Норфолкского. От этого брака родился Джон Говард, который в будущем унаследовал часть владений Моубреев и Арунделов, в 1470 году стал бароном, позже получил от короля Ричарда III должность графа-маршала и титул герцога Норфолка. В 1425 году Говард добился брака своей внучки, Элизабет Говард, единственной дочери Джона Младшего, с Джоном де Вером, 12-м графом Оксфордом, который из-за этого брака отказался от союза, предложенного ему королевским советом. Ценой этого стала передача Элизабет в качестве приданого многих родовых владений Говардов, располагавшихся недалеко от Линна, и всех бывших поместий Бойсов. Также Джон заверил графа Оксфорда в том, что его жена унаследует принадлежавшие её родителям поместья Плейс и Уолтон. Результатом этой сделки стала ожесточённая вражда между графом Оксфордом и лордом Говардом за наследство Джона Говарда после его смерти, что во многом повлияло на их позицию в войне Алой и Белой розы.

## Брак и дети
1-я жена: около 1380 Маргарет Плейз (около 1367 — август 1391), 6-я баронесса Плейз с 1389, дочь сэра Джона Плейза, 5-го барона Плейза, и Джоан де Степлто. Дети:
- сэр Джон Говард из Уигенхолла (умер после 4 сентября 1409), 7-й барон Плейз с 1391[4][5].

2-я жена: до июня 1397 Алиса (Элис) Тендринг (умерла 18 октября 1426), дочь сэра Уильяма Тэндринга из Сток-бай-Нейланда и Кэтрин Майлд. Дети:
- сэр Роберт Говард (умер в 1436)[4][5].
- Генри Говард из Терингхемптона (умер в 1436)[4][5].